# 鳥売
鳥売（とりうり）は、中世（12世紀 - 16世紀）期にかつて存在した鳥類等を行商する者であり、かつて京都に存在した「鳥三座」の商業者である。

## 略歴・概要
鎌倉中期（13世紀）に内膳司御厨子所が、平安京の三条大路（現在の三条通）よりも南の地区において、「魚鳥精進菓子交易の輩」（「魚・鳥・野菜・菓子を販売する商業者」の意）を「御厨子所供御人」として抱える代わりに、課税した。この「御厨子所供御人」が、のちの「鳥三座」のうちの「三条座」の前身にあたる。
室町時代、15世紀末の1494年（明応3年）に編纂された『三十二番職人歌合』の冒頭には、「いやしき身なる者」として、「菜うり」（菜売）とともに「鳥売」として紹介され、描かれている。
戦国時代、天文年間（1532年 - 1555年）の京都には、鳥を商う「鳥三座」が存在した。
- 三条座（さんじょうざ） - 本所 : 内蔵寮
- 五条座（ごじょうざ） - 本所 : 長橋局
- 七条座（しちじょうざ） - 本所 : 駕輿丁座

「鳥三座」が対象とした商品は、
- 鳥 - 雁（マガン、カリガネ）、雉（キジ）、鶴（マナヅル）
- 狼（ニホンオオカミ）
- 猿（ニホンザル）
- 兎（ニホンノウサギ）
- 狐（ホンドギツネ）
- 狸（ホンドタヌキ、あるいはニホンアナグマ）
- 獺（ニホンカワウソ）
- 黐（トリモチ） - 鳥餅座

等であった。狩猟に使用する「トリモチ」を除きいずれも食用である。いずれも狩猟により収獲したものであって家畜ではなく、牛・馬あるいは豚等は扱われていない。1544年（天文13年）、祇園社（現在の八坂神社）に所属する「犀鉾神人」（さいのほこじにん）を名乗る神人が鳥の販売を行い、独占権をもつ鳥三座が当時の御厨子所別当・山科言継に対して抗議した記録がある。
1768年（明和5年11月）に初演された、長唄『吉原雀』で知られる顔見世狂言『男山弓勢競』に「男鳥売、実は八幡太郎義家」、「女鳥売、実は鷹の精」という役が登場する。「八幡太郎義家」とは源義家（1039年 - 1106年）であり、11世紀を舞台にしていることになる。